# 파트리크 음보마
파트리크 음보마(프랑스어: Henri Patrick M'Boma Dem, 1970년 11월 15일, 카메룬 두알라 ~ )는 카메룬의 은퇴한 축구 선수이자, 포지션은 스트라이커였다. 2000년 하계 올림픽에서 와일드카드로 출전해 카메룬의 올림픽 축구 금메달을 이끌었다. 1998년 FIFA 월드컵과 2002년 FIFA 월드컵에도 출전했으며 2003년 K리그 진출을 타진했으나 높은 연봉을 감당하지 못해 무산됐다.

## 경력
- 1998년 아프리카 네이션스컵 국가대표
- 1998년 FIFA 월드컵 국가대표
- 2000년 아프리카 네이션스컵 국가대표
- 2000년 하계 올림픽 국가대표
- 2001년 FIFA 컨페더레이션스컵 국가대표
- 2002년 아프리카 네이션스컵 국가대표
- 2002년 FIFA 월드컵 국가대표
- 2004년 아프리카 네이션스컵 국가대표

## 수상
카메룬
- 2000년 아프리카 네이션스컵 우승
- 2000년 하계 올림픽 금메달
- 2002년 아프리카 네이션스컵 우승

개인
- 1997년 J리그 디비전 1 베스트 11
- 1997년 J리그 디비전 1 득점왕
- 2000년 아프리카 올해의 축구 선수상
- 2000년 BBC 아프리카 올해의 축구 선수상
- 2002년 아프리카 네이션스컵 득점왕
- 2004년 아프리카 네이션스컵 득점왕